# Desperate for Love
Desperate for Love is een televisiefilm uit 1989 onder regie van Michael Tuchner.

## Verhaal
Cliff en Alex zijn de beste vrienden van elkaar, ondanks het feit dat ze allebei van twee verschillende achtergronden komen. Wanneer ze allebei verliefd worden op Lily, het meest populaire meisje van school, wordt hun vriendschap zwaar op de proef gesteld.

## Rolverdeling
| Acteur              | Personage    |
| ------------------- | ------------ |
| Christian Slater    | Cliff Petrie |
| Tammy Lauren        | Lily Becker  |
| Brian Bloom         | Alex Cutler  |
| Veronica Cartwright | Betty Petrie |
| Amy O'Neill         | Cindy        |